# Società Sportiva Monza 1912 2018-2019
Questa voce raccoglie le informazioni riguardanti la Società Sportiva Monza 1912 nelle competizioni ufficiali della stagione 2018-2019.

## Stagione
Nella stagione 2018-2019 il Monza disputa il girone A del campionato di Serie C. Allenato da Marco Zaffaroni fino alla 8ª giornata, poi da Cristian Brocchi. In campionato ottiene con 60 punti il quinto posto. Nei Play-off nel primo turno supera (2-0) la Fermana, nel secondo turno pareggia (3-3) con il Sudtirol passando il turno, poi nel primo turno della fase nazionale inciampa nella rivelazione Imolese giunta terza in campionato, i brianzoli perdono (1-3) al Brianteo, poi vincono (3-1) al Romeo Galli, ma passano gli emiliani meglio piazzati nel torneo. Il Monza partecipa alla Coppa Italia Tim Cup dove nel primo turno supera (1-0) il Metelica, nel secondo turno viene eliminato (1-0) dal Padova. Di riguardo il piazzamento dei biancorossi nella Coppa Italia di Serie C dove hanno sfiorato di vincere per la quarta volta il Trofeo, già alzato nel 1974-75, nel 1975-76 e nel 1990-91, sono giunti in finale superati dalla Viterbese. Hanno raggiunto la doppia finale superando nei sedicesimi il Novara, negli ottavi la Pro Vercelli, nei quarti l'Imolese, in semifinale il Vicenza. Miglior marcatore stagionale Andrea D'Errico con 14 reti, delle quali 10 firmate in campionato, 3 nei Play-off ed una in Coppa Italia.

## Divise e sponsor
Lo sponsor tecnico per la stagione 2018-2019 è Boxeur des Rues, mentre gli sponsor ufficiali sono Pontenossa e Giostyle.
| Casa | Trasferta | Terza divisa |

## Organigramma societario

### Staff dell'area amministrativa
- Presidente: Paolo Berlusconi.
- Amministratore Delegato: Adriano Galliani.
- Consiglieri di Amministrazione: Paolo Berlusconi, Danilo Pellegrino, Adriano Galliani, Leandro Cantamessa, Roberto Mazzo.
- Direttore sportivo: Filippo Antonelli Agomeri.
- Segreteria generale: Davide Guglielmetti.
- Team Manager e addetto stampa: Marco Ravasi.
- Responsabile settore giovanile: Roberto Colacone.
- Segreteria settore giovanile: Andrea Citterio.
- Responsabile infrastrutture: Paolo Facchetti.
- Attività di base: Angelo Colombo.

### Staff dell'area tecnica
- Allenatore: Cristian Brocchi.
- Allenatore in seconda: Alessandro Lazzarini
- Allenatore portieri: Luca Righi.
- Preparatori atletici: Pietro Lietti, Simon Barjie.
- Medico Sociale: Dr. Paolo Santamaria.
- Recupero infortunati: Mauro Apone.
- Responsabile Sanitario: Antonino Lipari.
- Fisioterapisti: Matteo Ficini, Giorgio Incontri.

## Rosa
| N. |                    | Ruolo | Calciatore         |
| -- | ------------------ | ----- | ------------------ |
| 1  | Italia (bandiera)  | P     | Luca Liverani      |
| 3  | Italia (bandiera)  | D     | Maicol Origlio     |
| 3  | Italia (bandiera)  | D     | Armando Anastasio  |
| 4  | Italia (bandiera)  | C     | Giorgio Galli      |
| 5  | Italia (bandiera)  | D     | Ruggero Riva       |
| 5  | Italia (bandiera)  | C     | Marco Fossati      |
| 6  | Italia (bandiera)  | C     | Luca Palesi        |
| 6  | Italia (bandiera)  | D     | Eros De Santis     |
| 7  | Italia (bandiera)  | A     | Cosimo Chiricò     |
| 8  | Italia (bandiera)  | C     | Filippo Lora       |
| 9  | Italia (bandiera)  | A     | Sasha Cori         |
| 9  | Italia (bandiera)  | A     | Andrea Brighenti   |
| 10 | Italia (bandiera)  | A     | Andrea D'Errico    |
| 11 | Brasile (bandiera) | A     | Reginaldo          |
| 12 | Italia (bandiera)  | P     | Daniele Sommariva  |
| 13 | Italia (bandiera)  | C     | Marco Armellino    |
| 14 | Italia (bandiera)  | C     | Francesco Giorno   |
| 15 | Italia (bandiera)  | D     | Ivan Marconi       |
| 16 | Italia (bandiera)  | D     | Matteo Brero       |
| 17 | Italia (bandiera)  | C     | Gianluca Barba     |
| 17 | Italia (bandiera)  | C     | Raffaele Palladino |
| 18 | Brasile (bandiera) | A     | Jefferson          |
| 18 | Italia (bandiera)  | C     | Andrea Palazzi     |

| N. |                    | Ruolo | Calciatore          |
| -- | ------------------ | ----- | ------------------- |
| 19 | Italia (bandiera)  | D     | Dennis Caverzasi    |
| 19 | Italia (bandiera)  | D     | Filippo Scaglia     |
| 20 | Italia (bandiera)  | A     | Giacomo Tomaselli   |
| 21 | Italia (bandiera)  | C     | Tommaso Brignoli    |
| 21 | Italia (bandiera)  | C     | Enrico Bearzotti    |
| 22 | Italia (bandiera)  | P     | Christian Cavaliere |
| 23 | Italia (bandiera)  | D     | Stefano Negro       |
| 24 | Italia (bandiera)  | D     | Alberto Tentardini  |
| 25 | Italia (bandiera)  | D     | Lorenzo Adorni      |
| 26 | Italia (bandiera)  | C     | Manuel Di Paola     |
| 27 | Italia (bandiera)  | C     | Luca Giudici        |
| 28 | Brasile (bandiera) | C     | Matheus Paquetà     |
| 28 | Italia (bandiera)  | D     | Stefano Longo       |
| 29 | Italia (bandiera)  | A     | Ettore Marchi       |
| 30 | Italia (bandiera)  | A     | Tommaso Ceccarelli  |
| 31 | Francia (bandiera) | A     | Hervé Otélé Nnanga  |
| 32 | Italia (bandiera)  | C     | Simone Iocolano     |
| 32 | Italia (bandiera)  | C     | Franco Lepore       |
| 33 | Italia (bandiera)  | P     | Enrico Guarna       |
| 35 | Italia (bandiera)  | C     | Federico Marchesi   |
|    | Italia (bandiera)  | A     | Riccardo Andreoli   |
|    | Italia (bandiera)  | C     | Luca Guidetti       |

## Calciomercato

### Sessione estiva(dall'1/7 al 31/8)
| Acquisti | Acquisti                    | Acquisti            | Acquisti   |
| R.       | Nome                        | da                  | Modalità   |
| -------- | --------------------------- | ------------------- | ---------- |
| A        | Hervé Otélé Nnanga          | Nantes              | definitivo |
| C        | Gianluca Barba              | Pescara             | definitivo |
| D        | Lorenzo Adorni              | Parma               | prestito   |
| D        | Alberto Tentardini          | Padova              | definitivo |
| C        | Tommaso Brignoli            | Inter               | prestito   |
| P        | Daniele Sommariva           | Bustese             | definitivo |
| A        | Reginaldo Ferreira da Silva | Pro Vercelli        | definitivo |
| A        | Tommaso Ceccarelli          | Prato               | definitivo |
| C        | Francesco Giorno            | Parma               | prestito   |
| D        | Matteo Brero                | Spezia              | prestito   |
| A        | Jefferson Andrade Siqueira  | Viterbese Castrense | definitivo |
| P        | Christian Cavaliere         | Milan               |            |
| C        | Simone Iocolano             | Bari                | Svincolato |

| Cessioni | Cessioni           | Cessioni         | Cessioni      |
| R.       | Nome               | a                | Modalità      |
| -------- | ------------------ | ---------------- | ------------- |
| P        | Federico Del Frate |                  | svincolato    |
| D        | Andrea Trainotti   | Virtus Verona    | svincolato    |
| D        | Lorenzo Carissoni  | Torino           | fine prestito |
| A        | Andrea Padula      | Chiasso          | fine prestito |
| A        | Ettore Mendicino   | Cosenza          | fine prestito |
| A        | Pietro Cogliati    |                  | svincolato    |
| C        | Marco Perini       | Folgore Caratese | svincolato    |
| C        | Andrea Romanò      | Inter            | fine prestito |
| C        | Luca Forte         | Pescara          | fine prestito |
| A        | Giuseppe Ponsat    | Reggiana         |               |

### Sessione di dicembre(dall'1/12 al 17/12)
| Acquisti | Acquisti      | Acquisti | Acquisti   |
| R.       | Nome          | da       | Modalità   |
| -------- | ------------- | -------- | ---------- |
| P        | Enrico Guarna |          | svincolato |

| Cessioni | Cessioni | Cessioni | Cessioni |
| R.       | Nome     | a        | Modalità |
| -------- | -------- | -------- | -------- |

### Sessione invernale(dal 04/01 all'1/02)
| Acquisti | Acquisti          | Acquisti     | Acquisti   |
| R.       | Nome              | da           | Modalità   |
| -------- | ----------------- | ------------ | ---------- |
| A        | Andrea Brighenti  | Cremonese    | definitivo |
| A        | Cosimo Chiricò    | Lecce        | definitivo |
| C        | Marco Fossati     | Verona       | definitivo |
| D        | Filippo Scaglia   | Cittadella   | definitivo |
| C        | Filippo Lora      |              | svincolato |
| D        | Ivan Marconi      | Cremonese    | definitivo |
| C        | Enrico Bearzotti  | Verona       | prestito   |
| A        | Ettore Marchi     | Gubbio       | definitivo |
| C        | Andrea Palazzi    | Inter        | prestito   |
| D        | Armando Anastasio | Cosenza      | prestito   |
| C        | Marco Armellino   | Lecce        | definitivo |
| C        | Federico Marchesi | Pro Piacenza | svincolato |
| C        | Manuel Di Paola   | Entella      | prestito   |
| D        | Eros De Santis    | Siena        | prestito   |
| D        | Franco Lepore     | Lecce        | definitivo |
| C        | Matheus Paquetà   | Tombense     | prestito   |

| Cessioni | Cessioni         | Cessioni       | Cessioni      |
| R.       | Nome             | a              | Modalità      |
| -------- | ---------------- | -------------- | ------------- |
| C        | Luca Guidetti    | Feralpisalò    | definitivo    |
| A        | Sasha Cori       | AlbinoLeffe    | prestito      |
| A        | Jefferson        | Giana Erminio  | prestito      |
| D        | Denis Caverzasi  | Renate         | definitivo    |
| D        | Ruggero Riva     | AlbinoLeffe    | definitivo    |
| C        | Gianluca Barba   | Giana Erminio  | prestito      |
| C        | Tommaso Brignoli | Inter          | fine prestito |
| C        | Simone Iocolano  | Virtus Entella | prestito      |
| C        | Luca Palesi      | Giana Erminio  | prestito      |
| C        | Luca Giudici     | Giana Erminio  | prestito      |
| D        | Matteo Brero     | Spezia         | fine prestito |
| D        | Maicol Origlio   | Giana Erminio  | prestito      |
| C        | Francesco Giorno | Parma          | fine prestito |

## Risultati

### Serie C

#### Girone di andata
| Arbitro: | Kumara (Verona) |

|          |           |  |
| Cori 57’ | Marcatori |  |

| Arbitro: | Marotta (Sapri) |

|  |           |                      |
|  | Marcatori | 42’ Cori 44’ Giudici |

| Arbitro: | Rossetti (Ancona) |

|           |           |  |
| Negro 32’ | Marcatori |  |

| Arbitro: | Gualtieri (Asti) |

|               |           |  |
| Galuppini 46’ | Marcatori |  |

| Arbitro: | Zufferli (Udine) |

|            |           |               |
| Stanco 39’ | Marcatori | 78’ Jefferson |

| Arbitro: | Ayroldi (Molfetta) |

|           |           |                    |
| Negro 67’ | Marcatori | 86’ (Rig) Granoche |

| Arbitro: | Cipriani (Empoli) |

|                              |           |  |
| Arma 16’ Giacomelli 19’, 64’ | Marcatori |  |

| Arbitro: | Acanfora (Castellammare di Stabia) |

|  |           |           |
|  | Marcatori | 17’ Caidi |

| Arbitro: | Chindemi (Viterbo) |

|  |           |                             |
|  | Marcatori | 65’ Ceccarelli 93’ Iocolano |

| Arbitro: | Camplone (Pescara) |

|              |           |                                                |
| D'Errico 15’ | Marcatori | 21’ Nicastro 35’, 55’ G.Marilungo 72’ Frediani |

| Arbitro: | Carrione (Castellammare di Stabia) |

|             |           |              |
| Gennari 71’ | Marcatori | 36’ D'Errico |

| Arbitro: | Santoro (Messina) |

|  |           |                            |
|  | Marcatori | 8’ Candellone 86’ Magnaghi |

| Arbitro: | Donda (Cormons) |

|               |           |              |
| Reginaldo 43’ | Marcatori | 46’ Rossetti |

| Gubbio 1 dicembre 2018, ore 14:30 CET 14ª giornata | Gubbio            | 0 – 0 referto | Monza | Stadio Pietro Barbetti (882 spett.)\| Arbitro: \| Panettella (Bari) \| |
| Arbitro:                                           | Panettella (Bari) |               |       |                                                                        |

| Arbitro: | Cosso (Reggio Calabria) |

|                                           |           |  |
| D'Errico 14’ Reginaldo 37’ Ceccarelli 63’ | Marcatori |  |

| Arbitro: | Feliciani (Teramo) |

|                |           |  |
| M. Volpe 90+3’ | Marcatori |  |

| Arbitro: | Marotta (Sapri) |

|               |           |              |
| Reginaldo 70’ | Marcatori | 33’ D. Kouko |

| Arbitro: | Marcenaro (Genova) |

|  |           |              |
|  | Marcatori | 28’ D'Errico |

| Arbitro: | Pirrotta (Barcellona Pozzo di Gotto) |

|               |           |              |
| Reginaldo 41’ | Marcatori | 57’ De Cenco |

#### Girone di ritorno
| Salò 30 dicembre 2018, ore 17:00 CET 20ª giornata | Feralpisalò       | 0 – 0 referto | Monza | Stadio Lino Turina (782 spett.)\| Arbitro: \| Rossetti (Ancona) \| |
| Arbitro:                                          | Rossetti (Ancona) |               |       |                                                                    |

| Arbitro: | Meraviglia (Pistoia) |

|                |           |  |
| A. Palazzi 83’ | Marcatori |  |

| Meda (Italia) 22 gennaio 2019, ore 20:30 CET 22ª giornata | Renate           | 0 – 0 referto | Monza | Stadio Città di Meda (710 spett.)\| Arbitro: \| Girdano (Novara) \| |
| Arbitro:                                                  | Girdano (Novara) |               |       |                                                                     |

| Arbitro: | D'Ascanio (Ancona) |

|                                 |           |                |
| Chiricò 17’ D'Errico 83’ (rig.) | Marcatori | 61’ Nocciolini |

| Arbitro: | N. Marini (Trieste) |

|                                              |           |                                 |
| A. Brighenti 15’ E. Marchi 52’ Anastasio 96’ | Marcatori | 17’ (rig.) Calderini 72’ Stanco |

| Arbitro: | Gariglio (Pinerolo) |

|                                                  |           |                     |
| P. Granoche 50’ (rig.), 59’ (rig.) D. Steffè 67’ | Marcatori | 88’ (rig.) D'Errico |

| Arbitro: | Bitonti (Bologna) |

|                          |           |  |
| F. Lora 59’ D'Errico 73’ | Marcatori |  |

| Arbitro: | Clerico (Torino) |

|               |           |                |
| Infantino 79’ | Marcatori | 81’ Ceccarelli |

| Arbitro: | Acanfora (Castellammare di Stabia) |

|               |           |  |
| Anastasio 68’ | Marcatori |  |

| Arbitro: | Saia (Palermo) |

|  |           |              |
|  | Marcatori | 55’ S. Negro |

| Arbitro: | Annaloro (Collegno) |

|              |           |            |
| D'Errico 21’ | Marcatori | 65’ Voltan |

| Arbitro: | Amabile (Vicenza) |

|                |           |              |
| Candellone 11’ | Marcatori | 36’ D'Errico |

| Arbitro: | Zingarelli (Siena) |

|                 |           |                                         |
| M. De Marchi 5’ | Marcatori | 25’ Palazzi 79’ E. Marchi 90+3’ Chiricò |

| Arbitro: | Meraviglia (Pistoia) |

|  |           |               |
|  | Marcatori | 82’ Casiraghi |

| Arbitro: | N. Marini (Trieste) |

|                                       |           |                                |
| D. Rocco 28’, 59’ F. Perna 61’ (rig.) | Marcatori | 9’ A. Brighenti 72’ Ceccarelli |

| Arbitro: | Guida (Salerno) |

|                                               |           |  |
| I. Marconi 9’ Ceccarelli 34’ A. Brighenti 66’ | Marcatori |  |

| Arbitro: | Ricci (Firenze) |

|                                   |           |  |
| Sibilli 6’ Giorgione 19’ Cori 30’ | Marcatori |  |

| Arbitro: | Panettella (Bari) |

|                                          |           |  |
| Armellino 44’ Tentardini 79’ Chiricò 88’ | Marcatori |  |

| Arbitro: | Rossetti (Ancona) |

|  |           |                                      |
|  | Marcatori | 29’ Palazzi 34’ D'Errico 79’ Fossati |

### Play off
| Arbitro: | Zingarelli (Siena) |

|                          |           |  |
| Marchi 17’ Reginaldo 82’ | Marcatori |  |

| Arbitro: | De Santis (Lecce) |

|                                           |           |                                           |
| Brighenti 2’ I. Marconi 22’ Armellino 89’ | Marcatori | 38’ T. Morosini 55’ Vinetot 83’ Turchetta |

| Arbitro: | Paterna (Teramo) |

|                    |           |                                |
| D'Errico 2’ (rig.) | Marcatori | 8’ Lanini 75’, 83’ Cappelluzzo |

| Arbitro: | Gariglio (Pinerolo) |

|               |           |                                            |
| De Marchi 72’ | Marcatori | 20’ (rig.), 90’ (rig.) D'Errico 42’ Lepore |

### Coppa Italia Tim Cup
| Arbitro: | Lorenzin (Castelfranco Veneto) |

|           |           |  |
| Barba 47’ | Marcatori |  |

| Arbitro: | Abbattista (Molfetta) |

|             |           |  |
| Capello 49’ | Marcatori |  |

### Coppa Italia Serie C
| Arbitro: | Pascarella (Nocera Inferiore) |

|         |           |  |
| Lora 7’ | Marcatori |  |

| Arbitro: | Cudini (Fermo) |

|                   |           |  |
| G. Comi 3’ (aut.) | Marcatori |  |

| Arbitro: | Di Cairano (Ariano Irpino) |

|          |           |  |
| Lora 24’ | Marcatori |  |

| Arbitro: | Nicoletti (Catanzaro) |

|  |           |                 |
|  | Marcatori | 90+3’ E. Marchi |

| Arbitro: | Zufferli (Udine) |

|                    |           |            |
| Bonetto 34’ (aut.) | Marcatori | 36’ Guerra |

| Arbitro: | Camplone (Pescara) |

|                                      |           |                |
| A. Brighenti 31’ D'Errico 57’ (rig.) | Marcatori | 14’ Vandeputte |

| Arbitro: | Ayroldi (Molfetta) |

|                |           |  |
| Atanasov 90+2’ | Marcatori |  |